# Orangekindad astrild
Orangekindad astrild (Estrilda melpoda) är en fågel i familjen astrilder inom ordningen tättingar. I naturligt tillstånd förekommer den i Afrika söder om Sahara, men har även införts av människan till flera länder.

## Kännetecken

### Utseende
Orangekindad astrild är en liten (9-10 cm) och brun astrild med röd näbb och orangefärgade kinder. Den är varmt kastanjebrun ovan med djupt röd övergump och svart stjärt. Hjässan och nacken är grå, medan undersidan är smutsvit. Ögon och ben är svarta.

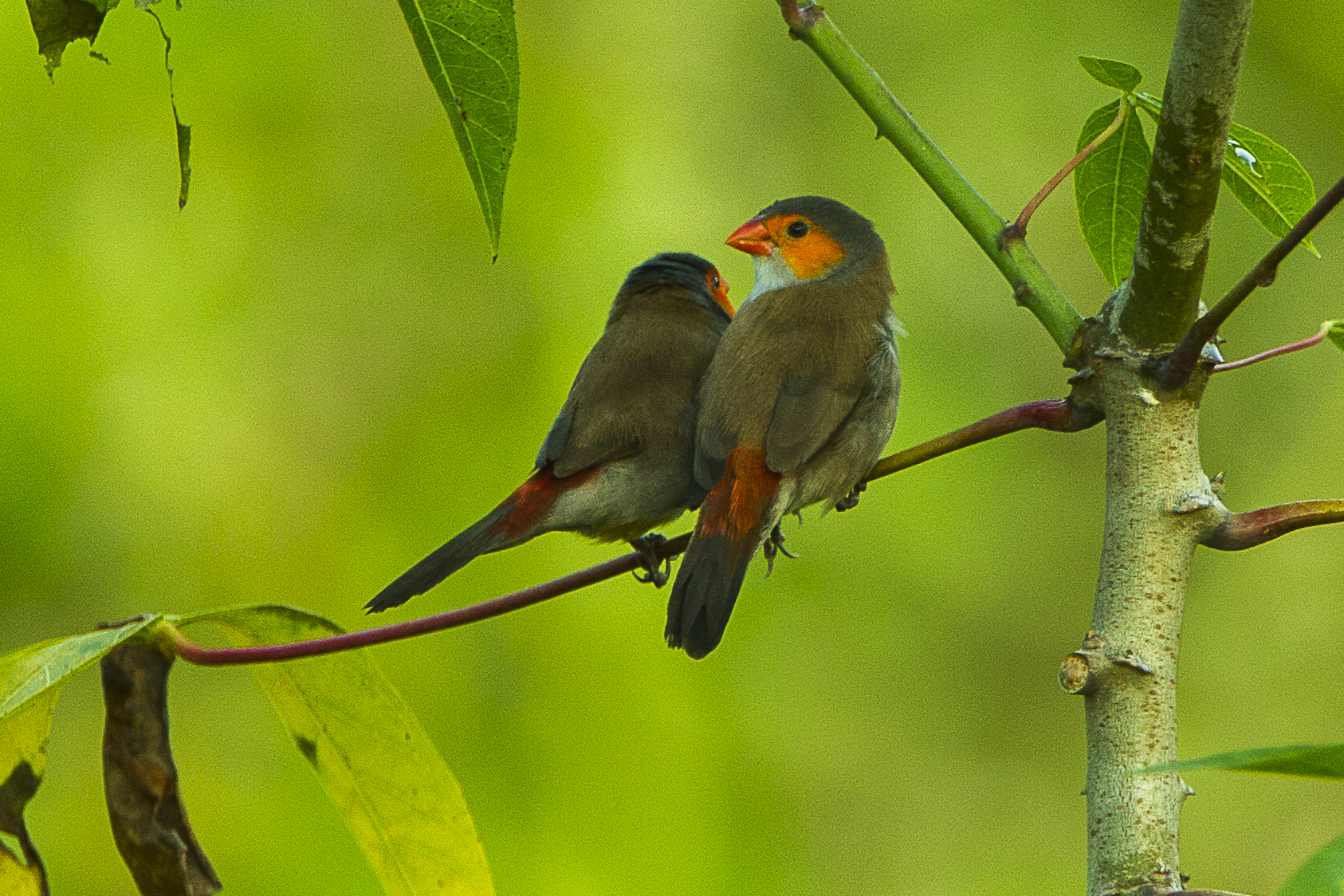
Orangekindad astrild i Ghana.

### Läten
Sången består av ett ljust kvitter: "shirii shirii shi shi shii shii". Lätena är i allmänhet svaga och läspande eller gnissliga och nasala.

## Utbredning och systematik
Orangekindad astrild förekommer från Senegal och Gambia till Kongo-Kinshasa, norra Angola och norra Zambia. Den har även införts av människan till Västindien (Puerto Rico, Guadeloupe och Martinique), Hawaiiöarna, Japan och Nordmarianerna. Fågeln. har också konstaterats häcka regelbundet i Spanien, men anses inte ännu vara etablerad som häckfågel. Den behandlas som monotypisk, det vill säga att den inte delas in i några underarter.

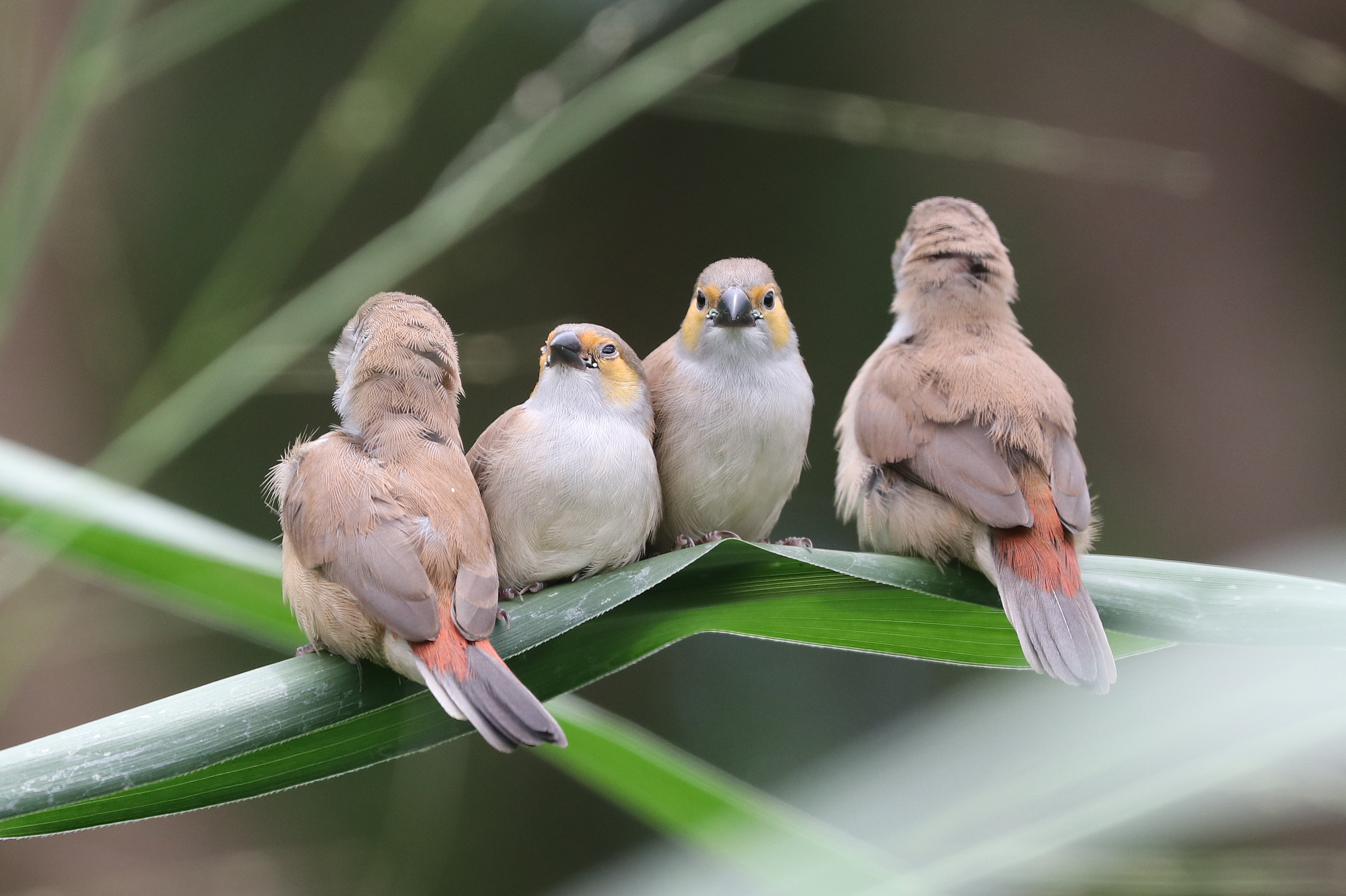
Orangekindad astrild på Maui i Hawaiiöarna, dit den är införd av människan.

## Levnadssätt
Orangekindad astrild hittas i gräsmarker, skogsgläntor, gräsrika skogsbelägna vägrenar samt busk- och gräsrika skogsområden. Den lever av små gräsfrön och små leddjur. Fågeln häckar under regnperioden, i Gambia i september och oktober, i Sierra Leone juli-augusti och i sydvästra Nigeria april-oktober. Arten är stannfågel med vissa lokala rörelser i samband med regn.

## Status och hot
Arten har ett stort utbredningsområde och en stor population med stabil utveckling och tros inte vara utsatt för något substantiellt hot. Utifrån dessa kriterier kategoriserar internationella naturvårdsunionen IUCN arten som livskraftig (LC). Världspopulationen har inte uppskattats men den beskrivs som vanlig eller lokalt vanlig till mycket vanlig.